# 華麗反足杜父魚
華麗反足杜父魚，為輻鰭魚綱鮋形目杜父魚亞目杜父魚科的其中一種。分布於西南太平洋區澳洲新南威爾斯海域，為特有種，棲息在水深403公尺的大陸坡，屬深海底棲性魚類，生活習性不明。

## 擴展閱讀
維基物種上的相關：華麗反足杜父魚